# Putot-en-Bessin
Putot-en-Bessin település Franciaországban, Calvados megyében. Lakosainak száma 432 fő (2018. január 1.). Putot-en-Bessin Bretteville-l’Orgueilleuse, Brouay, Loucelles, Le Mesnil-Patry, Sainte-Croix-Grand-Tonne és Saint-Manvieu-Norrey községekkel határos.

## Népesség
A település népességének változása:
| Lakosok száma | 257  | 259  | 272  | 295  | 331  | 388  | 406  | 418  | 419  | 432  |
|               | 1968 | 1975 | 1982 | 1990 | 1999 | 2011 | 2013 | 2015 | 2017 | 2018 |